# Cry Me Out
Cry Me Out è il terzo singolo della cantante britannica Pixie Lott estratto dal suo album d'esordio Turn It Up. È stato composto da Mads Hauge e Phil Thornalley con la collaborazione di Pixie Lott e Colin Campise e registrato nel 2008.
Pubblicato dopo la pubblicazione dell'album nel formato download digitale, è stato pubblicato in formato CD in Regno Unito sotto l'etichetta Mercury Records, mentre verrà reso noto nel resto del mondo solo a partire dal 30 novembre 2009.

## Stile
Il brano costituisce il primo singolo in stile ballad della cantante, la quale, in un'intervista, ha dichiarato di voler creare qualcosa di più «classico, maturo e sentimentale» allo scopo di ottenere un maggiore successo commerciale. La canzone presenta cadenze lente tipiche del pop melodico, con una combinazione di pianoforte e tamburo.
Pixie Lott ha commentato il singolo in un'intervista su BBA:
La cantante ha inoltre confessato che il ritornello "I got your e-mails, you just don't get females" era la sua parte preferita dell'intero album.

## Video musicale
Pixie Lott ha informato i fans sulla pagina personale di Twitter che il videoclip del singolo sarebbe stato disponibile nel tardo ottobre 2009. Il 30 ottobre è stato scaricato su YouTube dove è stato visualizzato da oltre centomila utenti. Diretto da Jake Nava (regista di video per Beyoncé, Leona Lewis e Shakira) è stato filmato a Cuba.

## Classifiche
Il singolo ha debuttato il 31 ottobre 2009 nella Official Singles Chart alla posizione 125, con scarsissima pubblicità e dopo un mese dalla sua pubblicazione. L'8 novembre 2009, è salito di 80 posti, raggiungendo la posizione 45.
| Classifica (2009) | Posizione massima |
| ----------------- | ----------------- |
| Danimarca         | 4                 |
| Europa            | 38                |
| Irlanda           | 31                |
| Regno Unito       | 12                |
| Slovacchia        | 58                |
| Spagna            | 40                |
| Svizzera          | 66                |